# Трњинар
Трњинар (лат. Satyrium pruni) врста је лептира из породице плаваца (лат. Lycaenidae).

## Опис врсте
Наранџаста шара са доње стране је карактеристична.

## Распрострањење и станиште
Станиште су му шумовити пропланци, а често се виђа на цветовима купине и калине. Насељава централну и источну Европу. 

## Биљке хранитељке
Основне биљке Хранитељке су из рода Храстови (Quercus spp.).

### Животни циклус
Врста презимљава као развијена гусеница првог ступња, пре еклозије. Зреле су крајем пролећа, и као гусенице осталих плаваца, здепастог тела које је каудално сужено. Не проналазе се често због својих малих димензија и камуфлажне зелене боје интегумента. У финалном ларвеном ступњу, карактеристични су црвенкасти парови испупчења на сегментима, по један бочно од медиодорзума. Лутку причвршћују за биљку хранитељку једном свиленом нити.